# Veliki Miletinac
Veliki Miletinac falu Horvátországban Belovár-Bilogora megyében. Közigazgatásilag Đulovachoz tartozik.

## Fekvése
Belovártól légvonalban 45, közúton 61 km-re délkeletre, Daruvár központjától légvonalban13, közúton 19 km-re északkeletre, községközpontjától légvonalban 7, közúton 12 km-re nyugatra, Nyugat-Szlavóniában, a Bilo-hegység déli részén, az Ilova völgye feletti magaslaton fekszik. 

## Története
A falu a 19. század végén és a 20. század elején keletkezett erdőirtással Bastaji északi határrészéből, amikor birtokosa a Jankovich család német, magyar, cseh és szlovén ajkú lakosságot telepített be ide a környező területek megművelésére. 1910-ben 226 lakosa volt. 1910-ben a népszámlálás adatai szerint lakosságának 43%-a német, 21%-a magyar, 18%-a cseh és 13%-a szlovén anyanyelvű volt. A Magyar Királyságon belül Horvát–Szlavónország részeként, Pozsega vármegye Daruvári járásának része volt. Az I. világháború után 1918-ban az új szerb-horvát-szlovén állam, majd később (1929-ben) Jugoszlávia része lett. 1941 és 1945 között a németbarát Független Horvát Államhoz, háború után a település a szocialista Jugoszláviához tartozott. 
1991-től a független Horvátország része. 1991-ben lakosságának 56%-a horvát és 17%-a magyar nemzetiségű volt. A délszláv háború idején 1991. szeptember 23-án szerb fegyveresek hatoltak be a településre. A horvátok házait körülzárták és tüzet nyitottak rájuk, melynek következtében három polgári lakos életét vesztette. Két személyt magukkal hurcoltak Đulovacra, ahol öt napig kínozták őket. November 1-jén egy újabb polgári személyt hurcoltak el és végeztek ki. A horvát erők az Otkos-10 hadművelet keretében november 14-én szabadították fel a települést. A falunak 2011-ben 59 lakosa volt.

## Lakossága
| Lakosság változása | Lakosság változása | Lakosság változása | Lakosság változása | Lakosság változása | Lakosság változása | Lakosság változása | Lakosság változása | Lakosság változása | Lakosság változása | Lakosság változása | Lakosság változása | Lakosság változása | Lakosság változása | Lakosság változása | Lakosság változása |
| ------------------ | ------------------ | ------------------ | ------------------ | ------------------ | ------------------ | ------------------ | ------------------ | ------------------ | ------------------ | ------------------ | ------------------ | ------------------ | ------------------ | ------------------ | ------------------ |
| 1857               | 1869               | 1880               | 1890               | 1900               | 1910               | 1921               | 1931               | 1948               | 1953               | 1961               | 1971               | 1981               | 1991               | 2001               | 2011               |
| 0                  | 0                  | 0                  | 0                  | 0                  | 226                | 257                | 319                | 214                | 211                | 183                | 151                | 84                 | 99                 | 57                 | 59                 |

(1910-ig településrész, 1921-től önálló településként.)

## Nevezetességei
Ávilai Szent Teréz tiszteletére szentelt római katolikus haranglába a 20. század elején készült. Két harang található benne. Az építmény olyan rossz állapotban van, hogy a helyiek attól tartanak, hogy egy harangozás alkalmával a harangok leesnek.